# Духи, Данило
Данило Раймундо Духи (нидерл. Danilho Raimundo Doekhi; род. 30 июня 1998 года, в Роттердаме, Нидерланды) — нидерландский футболист, защитник клуба «Унион» (Берлин).

## Клубная карьера
Духи — воспитанник клуба «Эксельсиор» из своего родного города. 6 марта 2016 года в матче против АЗ он дебютировал в Эредивизи. Летом того же года Данило подписал контракт со столичным «Аяксом», но из-за высокой конкуренции выступал только за дублирующий состав. Летом 2018 года Духи перешёл в «Витесс», подписав контракт на 4 года. 30 сентября в матче против «Фейеноорда» он дебютировал за новую команду.
16 мая 2022 года подписал контракт с немецким клубом «Унион».

## Личная жизнь
Данило родился во время матча чемпионата мира 1998 года между сборными Аргентины и Англии. Родители назвали его в честь бразильского футболиста Раи. Духи приходится племянником бывшему нидерландскому футболисту Уинстону Богарду.